# Buslijn 358
Buslijn 358 Brussel - Kortenberg - Leuven was de drukst gebruikte busverbinding tussen Brussel en Leuven tot aan de hernummering in lijn R90 op 6 januari 2024. Al was lijn 318 in sommige gevallen efficiënter, aangezien lijn 358 zich vaak vastreed in de file op de N2 in Kortenberg. Lijn 358 reed echter, net zoals lijn 351 de hele dag en ook tijdens het weekeinde.
De nachtritten waren gratis voor de reizigers tussen Leuven en Kortenberg.

## Pachter
De ritten werden verzorgd door STACA, een pachter in Kortenberg.

## Geschiedenis

### 1997
Op 31 mei 1997 werd de frequentie verhoogd en werd de bediening van de dorpen tussen Kortenberg en Leuven verbeterd.

### 1998
Op 24 mei 1998 werd Lijn 358 opgesplitst in de lijnen 351, 352 en 358. Bussen 351 en 352 reden slechts tot Kortenberg. De frequentie was 2 bussen per uur tijdens de daluren en 4 bussen per uur tijdens de piekuren. Toen werd ook de reisweg via het Sint-Jacobsplein in gebruik genomen.

### 2000
Op 30 december werd de frequentie op zaterdagen tussen 12 en 18u verdubbeld op het traject tussen Sterrebeek en Leuven.

### 2002
Sinds 28/9/2002 werden de lijnen 351 en 352 resp. doorgetrokken tot Brussel Noordstation en Kraainem Metro. Lijn 358 reed sindsdien tot 1u op weekdagen. In Kortenberg werd een overstaphalte gebouwd om comfortabel tussen de 3 lijnen te kunnen overstappen. Er werden eveneens busbanen gepland op de Leuvensesteenweg. In de richting van Leuven van het bedrijf D'Ieteren tot op de rotonde van de Zavelstraat en in de richting van Brussel van D'Ieteren tot de Prinsendreef in Kortenberg.

### 2003
Sinds 4 mei 2003 werd het gebruik van de bus binnen Kortenberg gratis met de gemeente Kortenberg als derdebetaler.

### 2004
Sinds 28 mei 2004 reden er elke vrijdag- en zaterdagnacht tussen 23 en 2u nachtbussen tussen Leuven en Kortenberg. De prijs voor een biljet was toen €1,20. Aangezien Stad Leuven als derdebetaler optrad, moest op- of afstap wel in Leuven plaatsvinden.

### 2005
In 2005 besloot De Lijn tot groot ongenoegen van de bewoners van Schaarbeek om de bussen niet meer via het Bremerplein te laten rijden, toen de werken om dit plein her aan te leggen voltooid waren.
Op 23 maart 2005 werd op vraag van Brussels minister voor Mobiliteit Pascal Smet (SP.A) het traject via het Bremerplein voor bus 358 weer in gebruik genomen.

### 2009
Sinds 13 december 2009 rijden de bussen Leuven-Kortenberg slechts tot het Decraeneplein in plaats van tot het Gemeentehuis.

### 2012
In 2012 moest er flink bespaard worden. Bus 358 reed sindsdien om de 60 minuten tijdens de daluren.

### 2024
Op 6 januari 2024 kreeg lijn 358 het nieuwe nummer R90. Hieronder vallen ook de ritten van lijn 351 op de N2 tussen Zaventem en Brussel-Noord. De oude lijnen 351/651 tussen Brussels Airport, Brucargo, Everberg en Leuven gaan sinds die datum door het leven als bus 91, de oude lijn 352 tussen Kraainem Metro, Kortenberg en Leuven is vernummerd tot bus R92.

## Route
- Dynamische kaart op Openstreetmap met mogelijkheid tot inzoomen, omgeving bekijken en export als GPX

## Externe verwijzingen
- Haltelijst
- Routeplan
- Website De Lijn